# 5 ROUND
『5 ROUND（ゴー ラウンド）』はTOKIOのミュージッククリップおよびメイキングなどを収めた映像作品集。2002年に第1弾が発売された後、2004年に第2弾、2007年に第3弾が発売された。

## 5 ROUND
『5 ROUND（ゴー ラウンド）』は、TOKIOのミュージッククリップ集。2002年5月22日にユニバーサルミュージックから発売された（DVD:UUBH-1022、VHS:UUVH-1022）。

### 概要
2001年に発売したシングル作品収録されている4曲に、2002年に発売した『花唄』を加えた計5曲のミュージッククリップ集である。
DVDとVHSの2形態で発売されており、DVDとVHSの特典映像の収録内容が異なっている。

### 収録曲

#### 本編映像
1. 「どいつもこいつも」Clip version 1
2. 「どいつもこいつも」Clip version 2
3. 「メッセージ」Clip
4. 「カンパイ!!」Clip version 1
5. 「カンパイ!!」Clip version 2
6. 「DR」Clip
7. 「花唄」Clip

#### 特典映像

##### DVD
1. PV Making
  1. 「メッセージ」
  2. 「DR」
  3. 「花唄」
2. Special ROUND
  1. 「5 AHEAD」Recording & Photo Shooting
  2. 「5 AHEAD」予告編
3. TV-SPOT
  1. 「どいつもこいつも」
  2. 「メッセージ」
  3. 「カンパイ!!」
  4. 「DR」
  5. 「5 AHEAD」
  6. 「花唄」

##### VHS
1. DOCUMENTS of TOKIO From Apr.2001 to Feb.2002
  - 「メッセージ」Recording, Photo Shooting & PV Shooting
  - 「DR」PV Shooting
  - 「5 AHEAD」Recording & Photo Shooting
  - 「花唄」PV Shooting

## 5 ROUND II
『5 ROUND II（ゴー ラウンド ツー）』は、TOKIOのミュージッククリップ集。2004年5月19日にユニバーサルミュージックより発売された（DVD:UPBH-1128、VHS:UPVH-1128）。

### 概要
『5 ROUND』の第2弾で、前作からおよそ2年ぶり、TOKIOのデビュー10周年に発売された。2002年に発売した『GREEN』から2004年に発売した『トランジスタGガール』に収録されている計5曲のミュージッククリップとメイキング映像のほか、2002年にZepp Tokyoで行われたアコースティックライブの映像などが収録されている。
前作同様、DVDとVHSの2形態で発売されており、DVDとVHSの収録内容が一部異なっている。

### 収録曲

#### DVD
1. 5 ROUND II & 「GREEN」Clip [7:16]
2. 「GREEN」Making [5:56]
3. 「ding-dong」Clip [5:29]
4. 「ding-dong」Making [4:01]
5. 「AMBITIOUS JAPAN!」Clip [5:29]
6. 「AMBITIOUS JAPAN!」Making [4:02]
7. 「ラブラブ マンハッタン」Clip [6:20]
8. 「ラブラブ マンハッタン」Making [5:23]
9. 「トランジスタGガール」Clip [5:11]
10. 「トランジスタGガール」Making [4:12]

- Special ROUND

1. 「AMBITIOUS JAPAN!」Recording  [11:03]
2. TOKIO ACOUSTIC LIVE 2002 at Zepp Tokyo [23:44]
  - 「Cool so Rock」
  - 「Feel it」
  - 「ひとりぼっちのハブラシ」
  - 「I never miss you...」
  - 「Baby blue」
  - 「Southend」

Zepp Tokyoで行われたTOKIOのLIVEを特典映像として収録したもの。
3. 「5 ROUND」TV-SPOT
4. 「GREEN」TV-SPOT
5. 「TOKIO LIVE TOUR 2002 5 AHEAD in 日本武道館」TV-SPOT
6. 「ding-dong」TV-SPOT
7. 「glider」TV-SPOT
8. 「AMBITIOUS JAPAN!」TV-SPOT
9. 「ラブラブ マンハッタン」TV-SPOT
10. 「トランジスタGガール」TV-SPOT

#### VHS
1. 「GREEN」Clip
2. 「ding-dong」Clip
3. 「AMBITIOUS JAPAN!」Clip
4. 「ラブラブ マンハッタン」Clip
5. 「トランジスタGガール」Clip
6. DOCUMENTS of TOKIO from May 2002 to Feb.2004
  - GREEN PV Shooting
  - ding-dong PV Shooting
  - AMBITIOUS JAPAN！ Recording
  - AMBITIOUS JAPAN！ PV Shooting
  - ラブラブ マンハッタン PV Shooting
  - トランジスタG（グラマー）ガール PV Shooting
7. TOKIO ACOUSTIC LIVE 2002 at Zepp Tokyo
  - 「Cool so Rock」
  - 「Feel it」
  - 「ひとりぼっちのハブラシ」
  - 「I never miss you...」
  - 「Baby blue」
  - 「Southend」

## 5 ROUND III
『5 ROUND III（ゴー ラウンド スリー）』は、TOKIOのミュージッククリップ集。2007年1月31日にユニバーサルミュージックより発売された（UPBH-1205/6）。

### 概要
前作からおよそ2年8ヶ月に発売されたTOKIOのミュージッククリップ集の第3弾で、2003年から2006年に発表したシングルやアルバム収録曲などのミュージッククリップやメイキング映像などが収録されている。収録曲の1つ「LOVE YOU ONLY」のミュージッククリップおよびメイキング映像は、2004年に発売された『TOK10』に収録されたリメイクバージョンである。また、全てのミュージッククリップの副音声には、TOKIOによるオーディオ・コメンタリーが収録されている。
Disc-1には隠し映像として、「TOKIO Special Gig at Duo Music Exchange 18 Apr. 2004」の映像が収録されている。収録曲は、「JUMBO」、「君を想うとき」、「HUM A TUNE」。

### 収録曲

#### Disc-1
1. 「LOVE YOU ONLY」Clip [6:51]
映像の一部は、TOKIOによるオープニングおよび映像の感想。
2. 「LOVE YOU ONLY」Making [14:04]
3. 「自分のために」Clip [6:06]
4. 「自分のために」Making [18:03]
5. 「僕の恋愛事情と台所事情」Clip [8:20]
6. 「僕の恋愛事情と台所事情」Making [15:08]
7. 「明日を目指して!」Clip [6:46]
8. 「明日を目指して!」Making [13:07]
9. 「Mr.Traveling Man」Clip [6:47]
10. 「Mr.Traveling Man」Making [13:56]

- Special ROUND

1. 「5 ROUND II」TV-SPOT
2. 「TOK10」TV-SPOT
3. 「自分のために」TV-SPOT
4. 「TOKIO 10th anniversary LIVE 2004」TV-SPOT
5. 「ACT II」TV-SPOT
6. 「僕の恋愛事情と台所事情」TV-SPOT
7. 「明日を目指して!」TV-SPOT
8. 「Mr.Traveling Man」TV-SPOT

#### Disc-2
1. 「Get Your Dream」Clip [6:18]
2. 「Get Your Dream」Making [22:47]
3. 「宙船 (そらふね)」Clip [6:45]
4. 「宙船 (そらふね)」Making [28:29]
5. 「do! do! do!」Clip [6:01]

- Special ROUND

1. 「Get Your Dream」TV-SPOT
2. 「宙船 (そらふね)/do! do! do!」TV-SPOT
3. 「Harvest」TV-SPOT